# Marcos Vinícius
Marcos Vinícius de Jesus Araújo, genannt Marcos Vinícius, (* 26. Dezember 1994 in Marabá) ist ein ehemaliger brasilianischer Fußballspieler.

## Karriere
Marcos Vinícius begann seine fußballerische Ausbildung beim SC Corinthians in São Paulo sowie beim EC Bahia aus Salvador. Abgeschlossen hat er diese bei Náutico Capibaribe aus Recife. Hier schaffte er 2011 auch den Sprung in den Profikader. 2014 ging er zunächst auf Leihbasis zum Cruzeiro EC aus Belo Horizonte. Im April 2015 erwarb Cruzeiro 50 % der Transferrechte an dem Spieler. Aufgrund einer Muskelverletzung im Frühjahr 2016 kam er in der Saison erst wieder ab dem 5. August zu gelegentlichen Einsätzen. Bereits einen Monat später traten wieder muskuläre Probleme auf, aufgrund dessen er wieder zwei Monate ausfiel. Zur Série A 2017 wechselte Vinícius nach Rio de Janeiro zum Botafogo FR. Der Vertrag erhielt eine Laufzeit von drei Jahren. Im Gegenzug wechselte der Spieler Sassá von Botafogo bis 2021 zu Cruzeiro.
2018 konnte Vinícius mit die Staatsmeisterschaft von Rio de Janeiro gewinnen. Dabei kam er in acht Spielen zum Einsatz (ein Tor). Vinícius konnte sich allerdings nicht auf Dauer bei Botafogo durchsetzen und wurde im März 2019 an Chapecoense ausgeliehen. Die Leihe wurde befristet bis Jahresende 2019. Bereits Anfang Juli des Jahres kehrte er zu Botafogo zurück. Zum Start in die Saison 2020 schloss sich die nächste Leihe an. Vinícius ging zum Namensvetter seines Klubs zum Botafogo FC (SP).
Nachdem im Juni 2020 sein Vertrag mit dem Botafogo FR im Juni 2020 ausgelaufen war, wechselte Vinícius im Oktober 2020 zu seinem ersten Profiklub Náutico. Mit diesem trat er noch in fünf Spielen in der Série B 2020 an. Danach verließ er den Klub wieder. Anfang März 2021 schloss einen Kontrakt beim Santa Cruz FC für die Austragung der Spiele um Staatsmeisterschaft von Pernambuco ab. Danach war der Spieler von Mitte Mai 2021 bis Jahresende ohne neuen Kontrakt. Seit Anfang des Jahres spielt Vinícius für den Visakha FC aus Kambodscha. Bis Stand 21. Dezember 2022 hat er ausschließlich an den drei Gruppenspielen des Klubs im AFC Cup 2022 teilgenommen. Nachdem sein Kontrakt im Juni 2023 auslief, hat er seine aktive Laufbahn beendet.

## Trivia
Im Mai 2022 wurde ein Gerichtsurteil gegen den Ex-Klub von Vinícius den Botafogo FR bekannt. Der Spieler hatte den Klub auf Zahlung von ausstehenden Geldern verklagt. Dieser Klage von über 3 Millionen Real wurde stattgegeben.

## Erfolge
Botafogo FR
- Staatsmeisterschaft von Rio de Janeiro: 2018